# Flusso radiante
In radiometria, il flusso radiante o la potenza radiante è l'energia radiante (energia totale di radiazione elettromagnetica, inclusi infrarossi, ultravioletti e luce visibile) emessa, riflessa, trasmessa o ricevuta, da una sorgente o da una determinata superficie per unità di tempo. L'unità di misura nel SI è il watt, che equivale al joule al secondo. 
Può essere considerato anche spettralmente, dove invece che alla totalità delle radiazioni, la misura viene riferita alla frequenza o alla lunghezza d'onda; nel primo caso l'unità di misura è il watt per hertz (W/Hz), nel secondo il watt per metro (W/m), o talvolta, il watt per nanometro (W/nm).

## Definizioni matematiche

### Flusso radiante
Il flusso radiante, indicato con Φe ("e" per "energetico", per evitare confusioni con grandezze fotometriche, è definito come
{\displaystyle \Phi _{\mathrm {e} }={\frac {\partial Q_{\mathrm {e} }}{\partial t}},}
dove
- ∂ è il simbolo di derivata parziale;
- Qe è l'energia emessa, riflessa, trasmessa o ricevuta;
- t è il tempo

### Flusso spettrale
Il flusso spettrale in frequenza, indicato con Φe,ν, è definito come
{\displaystyle \Phi _{\mathrm {e} ,\nu }={\frac {\partial \Phi _{\mathrm {e} }}{\partial \nu }},}
dove ν è la frequenza.
Il flusso spettrale in lunghezza d'onda, indicato con Φe,λ, è definito come
{\displaystyle \Phi _{\mathrm {e} ,\lambda }={\frac {\partial \Phi _{\mathrm {e} }}{\partial \lambda }},}
dove λ è la lunghezza d'onda.